# Gian Marco Berti
Gian Marco Berti (n. 11 noiembrie 1982, Città di San Marino, San Marino) este un trăgător de tir ce a reprezentat San Marino, medaliat olimpic. A participat la o ediție a Jocurilor Olimpice (2020) în care a câștigat o medalie de argint.